# Bibliothèques en France
Pour un article plus général, voir Bibliothèque.
La France dispose de bibliothèques de tous types.

## Histoire

### Moyen Âge
Au Haut Moyen Âge, les bibliothèques de la Gaule sont d'abord celles des évêchés, qui conservent avant tout la Bible et les livres liturgiques, mais contribuent aussi à transmettre une partie de la culture antique.
Les bibliothèques de monastères avec leurs scriptoria entretiennent le mouvement et contribuent à enrichir les bibliothèques de leurs communautés dans le même esprit, et en ajoutant des œuvres plus récentes.
Créées à partir du XIIe siècle, les universités se munissent de bibliothèques rassemblant des savoirs dans des domaines variés. Les nombreux collèges, qui se créent aux côtés des universités, disposent aussi de bibliothèques.
Malgré le coût élevé des manuscrits, les laïcs, à commencer par les rois et les princes, s'intéressent à leur tour aux livres dans une perspective bibliophilique et constituent des bibliothèques. La « librairie » de Charles V deviendra la Bibliothèque nationale.

### Renaissance et époque moderne
Le développement de l'humanisme à partir du XIVe siècle et surtout l'invention de l'imprimerie, à la fin du XVe siècle, favorisent le développement des bibliothèques, y compris de plus en plus chez des particuliers.
Sur le modèle italien et sur le thème de l'utilité publique, des bibliothèques, généralement d'origine privée, s'ouvrent progressivement au public à partir de la fin du XVIe siècle (à Salins en 1593), très timidement au début. La première bibliothèque publique parisienne est la Bibliothèque Mazarine, accessible dès 1643. Le mouvement s'amplifie dans des grandes villes au XVIIIe siècle. Ces établissements sont souvent d'anciennes bibliothèques privées, données ou léguées par leurs propriétaires, comme la Bibliothèque Inguimbertine à Carpentras ou la bibliothèque Méjanes, à Aix-en-Provence.
Les grandes bibliothèques, comme la bibliothèque du roi, connaissent une réputation prestigieuse et deviennent un lieu de visite obligée pour les voyageurs de marque.

### Époque contemporaine
La Révolution française opère une mutation importante dans le monde des bibliothèques avec la confiscation des biens du clergé, des nobles émigrés et de certains corps savants (universités, académies). Placés dans les dépôts littéraires, ces livres contribuent à enrichir les bibliothèques existantes et à faciliter la création de bibliothèques municipales dans les villes. Toutefois, si certaines villes, comme Amiens, en 1823, construisent un bâtiment spécifique, en général la bibliothèque est installée à la mairie ou occupe un bâtiment ancien qui n’a pas été conçu pour elle ; beaucoup sont à l’étroit. Durant le XIXe siècle, un mouvement associatif développe des bibliothèques populaires. Déterminant fut le rôle d’Alexandre Vattemare, fondateur du premier système d’échanges culturels internationaux et promoteur des bibliothèques publiques.
Les universités recréées au XIXe siècle s’adjoignent des bibliothèques universitaires, mais ce n’est qu’à la fin du siècle qu’elles peuvent accroître significativement leurs fonds.
Les bibliothèques connaissent un réel développement au XXe siècle, sous l’impulsion de l’Américain Melvil Dewey et du Français Eugène Morel. Il se traduit notamment par une amélioration des catalogues et des classifications. Les bibliothèques adoptent lentement le libre accès aux collections en salle de lecture, d’abord dans les bibliothèques pour enfants, ensuite dans les secteurs « adultes » des bibliothèques publiques, et plus tard pour les bibliothèques universitaires.
À partir des années 1950, les bibliothèques municipales diversifient peu à peu leurs activités, avec des expositions, des lectures (heure du conte), des conférences et colloques, des animations diverses. Le professionnalisme du personnel se développe grâce à la création de formations spécialisées.
En 1945 est décidée la création des bibliothèques centrales de prêt (devenues « départementales » en 1986) qui visent à donner accès au livre dans les petites villes et les campagnes. Le développement des bibliothèques publiques s’amplifie à partir des années 1970, en relation avec l’augmentation de la part de la population poursuivant des études supérieures, la politique culturelle de l’État et des collectivités territoriales. Cette période voit aussi la construction de bâtiments spécifiques, parfois de grande taille comme la bibliothèque de La Part-Dieu, à Lyon.
L’informatique documentaire se répand à partir des années 1950, d’abord en bibliothèque universitaire, mais les progrès sont lents au début : l’informatisation effective ne date souvent que des années 1980 voire 1990.
Les bibliothèques françaises font l'objet d'attaques fréquentes au tournant du XXIe siècle : 70 d'entre elles sont incendiées entre 1996 et 2013, d'après le décompte du sociologue Denis Merklen. Celui-ci y voit la traduction du conflit entre les habitants des grands ensembles et l'État, devenu leur seul interlocuteur sur leur lieu de vie.

## Administration des bibliothèques
Bien que les bibliothèques publiques et universitaires soient gérées par les collectivités locales et les universités, il existe une longue tradition d'intervention de l'État dans le fonctionnement des bibliothèques.
Le ministère de la Culture, à travers le Service du Livre et de la Lecture, apporte un soutien technique et quelquefois financier aux bibliothèques publiques. Son action passe par les directions régionales des Affaires culturelles où exercent des conseillers pour le livre et la lecture. Le Centre national du livre, placé sous la tutelle du ministère, peut aussi soutenir le développement des collections des bibliothèques.
Dans l'enseignement supérieur, le ministère de l'Enseignement supérieur, de la Recherche et de l'Innovation, à travers la mission de l'information scientifique et technique et du réseau documentaire, joue un rôle similaire pour les bibliothèques universitaires. Dans le cadre du dispositif national CollEx-Persée, des « collections d'excellence » sont identifiées à travers différentes spécialités de la connaissance.
Une inspection générale des bibliothèques (1822-2019) était chargée de contrôler les bibliothèques publiques et universitaires et de réaliser des missions d'étude et de conseil. Depuis, ces missions sont assurées par l'Inspection générale de l'Éducation, du sport et de la recherche.

## Types de bibliothèques

### La Bibliothèque nationale de France
La Bibliothèque nationale de France (BnF) est un établissement public sous tutelle du ministère chargé de la culture. Elle a pour mission de constituer des collections, notamment dans le cadre du dépôt légal, de veiller à leur conservation et de les communiquer au public. Comme Agence bibliographique nationale, elle produit un catalogue de référence, coopère avec d'autres établissements au niveau national et international et participe à des programmes de recherche.
La BnF abrite aujourd'hui environ 40 millions de documents répartis sur plusieurs sites et s'enrichit d'environ 50 000 documents par an, essentiellement grâce au dépôt légal. Si la BnF est dépositaire de toutes les sortes de documents représentés dans ses collections, des centres de dépôt légal spécialisés existent en France : un dépôt légal se fait, de la part des imprimeurs, auprès d'une bibliothèque de chaque région ou territoire.

### Les bibliothèques publiques

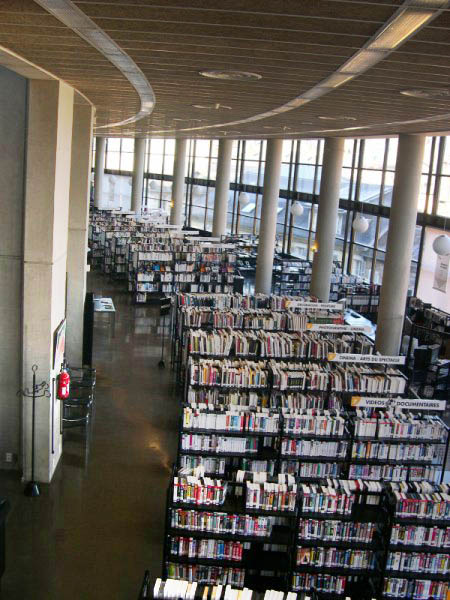
Bibliothèque publique moderne à Chambéry

Il existe en France trois sortes de bibliothèques publiques.
- La Bibliothèque publique d'information (Bpi), à Paris, située dans le Centre Georges Pompidou, est un établissement public sous tutelle du Ministère chargé de la culture. Ouverte à tous, elle est réservée à la consultation sur place.
- La Bibliothèque des Sciences et de l'Industrie, (BSI), à Paris, située dans la Cité des Sciences et de l'Industrie, elle dépend de l'EPIC Universcience. Ouverte à tous, elle propose des collections dédiées aux sciences et à l'industrie à consulter sur place ou à emprunter.
- Les bibliothèques municipales ou intercommunales, dépendent des communes ou groupements de communes concernés. Elles sont ouvertes à tous et permettent la consultation sur place et le prêt à domicile. Certaines conservent des collections patrimoniales, héritées des confiscations révolutionnaires (c'est le cas pour la presque majorité des bibliothèques municipales ou intercommunales classées), ou venues de dons ou de politiques d'acquisition (par exemple en matière de livres d'artiste et bibliophilie contemporaine).
- Les bibliothèques départementales (BD), dépendent des conseils départementaux. Ce sont principalement des services d'aides aux petites bibliothèques municipales ou associatives. Dans les plus petites communes rurales, les bibliothèques aidées par la bibliothèque départementale sont tenues par des bénévoles.

### Les bibliothèques d'enseignement
- Les bibliothèques d'enseignement supérieur, sont appelées service commun de la documentation (SCD) ou bibliothèque universitaire (BU). Elles sont ouvertes à tous mais principalement destinées aux étudiants, aux enseignants et aux chercheurs[2].
- Les bibliothèques de recherche, rattachées à des établissements autonomes et des centres de recherche.
- Les bibliothèques des lycées et des collèges sont appelées centre de documentation et d'information (CDI) et sont tenus par des professeurs documentalistes.
- Les bibliothèques des écoles élémentaires et maternelles sont appelées bibliothèque centre de documentation (BCD). Elles ne disposent généralement pas de personnel permanent. Au cours des dernières années les BCD ont souvent été réorganisées, rénovées et animées grâce à la présence d'aide-éducateurs (emplois-jeunes).

L'ouvrage Gestion d'un centre de documentation et d'information développe des méthodes et outils pour gérer de manière adéquate et pertinente une bibliothèque scolaire de type CDI (Centre de Documentation et d'Information) ou BCD (Bibliothèque Centre de Documentation).

### Le tiers-réseau
On appelle habituellement tiers réseau les autres bibliothèques. Il s'agit des bibliothèques établies dans les hôpitaux, les prisons et les comités d'entreprises, ainsi que de petites bibliothèques de prêt gérées par des associations. Sauf exception, ces bibliothèques disposent de peu de moyens et sont tenues par des bénévoles. Le réseau Culture et bibliothèques pour tous regroupe des bibliothèques associatives dans 89 départements.

## Le personnel des bibliothèques
Le personnel des bibliothèques est en grande partie constitué de fonctionnaires et d'agents contractuels de droit public.
Le personnel de la Bibliothèque nationale de France, de la Bibliothèque publique d'information, des bibliothèques d’enseignement supérieur, et des autres bibliothèques des administrations d'État relève généralement de la fonction publique d'État (FPE).
Celui des bibliothèques municipales ou intercommunales et des bibliothèques départementales relève de la fonction publique territoriale (FPT).
Toutefois, en conséquence d'un processus de nationalisation lancé dans les années 1930, qui concernait les bibliothèques provinciales nées des confiscations révolutionnaires, des conservateurs des bibliothèques relevant de la fonction publique d'État et rémunérés par lui exercent dans les bibliothèques classées (réaffirmé par l'article 1er de la loi numéro 90-1067 du 28 novembre 1990).
Les corps (FPE) ou cadres d’emplois (FPT) sont les suivants :
| Catégories                             | Corps (fonction publique d'État)         | Cadres d'emplois (fonction publique territoriale) |
| -------------------------------------- | ---------------------------------------- | ------------------------------------------------- |
| A (encadrement, conception, expertise) | Conservateurs généraux des bibliothèques | pas de cadre d'emplois correspondant              |
| A (encadrement, conception, expertise) | Conservateurs des bibliothèques          | Conservateurs des bibliothèques                   |
| A (encadrement, conception, expertise) | Bibliothécaires                          | Bibliothécaires                                   |
| B (tâches techniques)                  | Bibliothécaires assistants spécialisés   | Assistants principaux de conservation             |
| B (tâches techniques)                  | Assistants de bibliothèques              | Assistants de conservation                        |
| C (tâches d'exécution)                 | Magasiniers des bibliothèques            | Adjoints du patrimoine                            |

Des conservateurs de bibliothèque occupent d'autres postes, comme ceux de conseiller Livre et Lecture dans les Directions régionales des affaires culturelles.
Du personnel administratif et technique travaille également dans les bibliothèques. Les postes les moins qualifiés sont souvent occupés par des agents provenant d'autres filières.
Les centres de documentation et d’information de l’enseignement secondaire sont tenus par des professeurs documentalistes. Les BCD (bibliothèque centre documentaire) de l'enseignement primaire ne disposent pas de personnel statutaire (selon les cas un assistant d'éducation, un enseignant, des bénévoles ou un employé municipal peut en assumer la gestion).
Les plus petites bibliothèques publiques, ainsi que la majorité des bibliothèques du tiers réseau sont tenues par des bénévoles.
Le personnel des bibliothèques françaises est majoritairement féminin. En 2008, pour les fonctionnaires de l'État, le taux de féminisation dépassait les deux tiers avec 68 %.